# 新竹市鄉道列表
新竹市鄉道列表列出新竹市的鄉道。新竹市內鄉道已於2007年解編，本表列出解編時的鄉道資訊。以下列表中所列各鄉道起訖點所連接之公路編號與路線均為新竹市內鄉道解編當時的狀態，與今日路線不盡相同。
| 編號      | 起點                     | 迄點                     | 里程  | 路線                                               | 備註                                                                                              |
| 市1線     | 南寮（縣道122號岔路）    | 港南（ 台15線岔路）      | 4.022 | 東大路三、四段 → 海濱路 → 延平路三段1巷            | 解編、改列為市區道路                                                                              |
| 市2線     | 楊寮（ 台15線岔路）      | 樹林頭（ 縣道122號岔路） | 5.980 | 延平路二、一段 → 成功路 → 中正路 → 吉羊路          | 解編、改列為市區道路                                                                              |
| 市2-1線   | 虎丁山（市2線岔路）      | 牛埔（市4線岔路）        | 1.024 | 牛埔北路                                           | 解編、改列為市區道路                                                                              |
| 市竹3線   | 機場                     | 埔尾（ 竹45線岔路）      | 8.505 | 西大路 → 寶山路 → 新安路 → 園區二路                | 機場~水仙崙路段解編、改列為市區道路 · 水仙崙－埔尾路段改編為 竹83線（寶山路）                     |
| 市3-1線   | 虎頭山（市竹3線岔路）    | 水源地（博愛街口）       | 4.265 | 十八尖山道路                                       | 解編、改列為市區道路                                                                              |
| 市4線     | 三姓橋（ 台1線岔路）     | 新竹（ 台1線岔路）       | 3.083 | 牛埔南路 → 牛埔路                                  | 解編、改列為市區道路                                                                              |
| 市6線     | 客雅（ 台1線岔路）       | 白沙屯（ 台1線岔路）     | 4.845 | 中華路（經國路口間）                               | 解編、改列為市區道路                                                                              |
| 市8線     | 埔頭（ 縣道122號岔路）   | 關東橋（ 縣道122號岔路） | 2.352 | 埔頂路 → 關東路                                    | 解編、改列為市區道路                                                                              |
| 市9線     | 關東橋（ 縣道122號岔路） | 金山面                   | 1.731 | 光復路一段89巷                                     | 解編、改列為市區道路                                                                              |
| 市10線    | 東勢尾                   | 九甲埔                   | 3.989 | 東勢街 → 水源街 → 千甲路                           | 解編、改列為市區道路                                                                              |
| 市11線    | 大                       | 茄苳湖（ 縣道117號岔路） | 5.071 | 大庄路 → 元培街 → 香村路                             | 解編、改列為市區道路                                                                              |
| 市竹12線  | 青草湖（ 縣道117號岔路） | 平埔頂                   | 1.898 | 明湖路                                             | 青草湖~明湖社區路段解編、改列為市區道路， · 明湖社區－平埔頂路段改編為 竹82線                     |
| 市13線    | 香山（ 台1線岔路）       | 大湖（ 縣道117號岔路）   | 3.045 | 大湖路                                             | 解編、改列為市區道路                                                                              |
| 市14線    | 柑林溝（市11線岔路）     | 石坪崙（ 縣道117號岔路） | 4.629 | 元培街 → 東香路 → 新香街                           | 解編、改列為市區道路                                                                              |
| 市竹15線  | 南隘（苗市竹4線岔路）    | 寶斗                     | 0.725 | 南湖路                                             | 南隘~深井村路段解編、改列為市區道路， · 深井村~南坑路段改編為 竹85線                              |
| 苗市1線   | 內湖（ 台13線岔路）      | 照南（ 台13甲線岔路）    | 2.394 | 南港街                                             | 內湖~公義路段解編、改列為市區道路， 公義~照南路段改編為苗1線                                      |
| 苗市竹4線 | 大埤（ 台13線岔路）      | 新城（ 竹47線岔路）      | 3.501 | 正義路 → 中華路六段 → 中華路六段647巷 → 南隘路二段 | 大埤~埔頂路段改編為苗4線， · 頂埔~虎頭山路段解編、改列為市區道路， · 虎頭山~新城路段改編為 竹84線 |